# Abloux
L'Abloux est un cours d'eau français, qui coule dans les départements de la Creuse et de l'Indre, en régions Centre-Val de Loire et Nouvelle-Aquitaine.
C'est un affluent de l'Anglin, donc un sous-affluent de la Loire, par la Gartempe, la Creuse et la Vienne.

## Géographie

### Cours
Le cours d'eau à une longueur de 49,74 km.
Il prend sa source dans le département de la Creuse, à 359 m d'altitude, aux pieds des monts de la Marche, sur le territoire de la commune d'Azerables, puis s'écoule vers le nord, puis l'ouest. Le ruisseau de l'Âge du Mont et le ruisseau de la Corde conflue pour fomer la source de la rivière.
Son confluent avec l'Anglin, se situe dans le département de l'Indre, à 109 m d'altitude, sur le territoire de la commune de Prissac,.

Le confluent en 2025
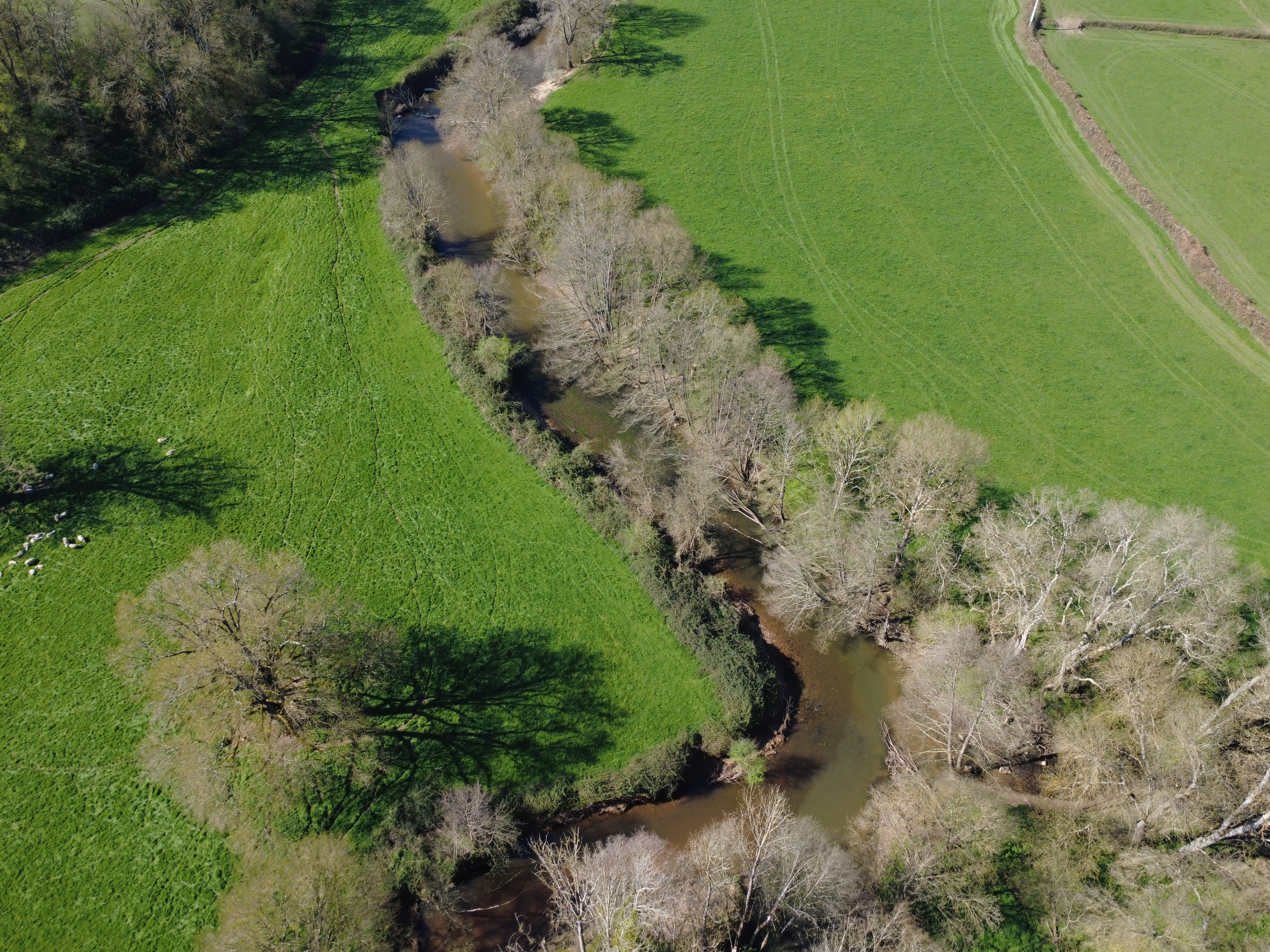
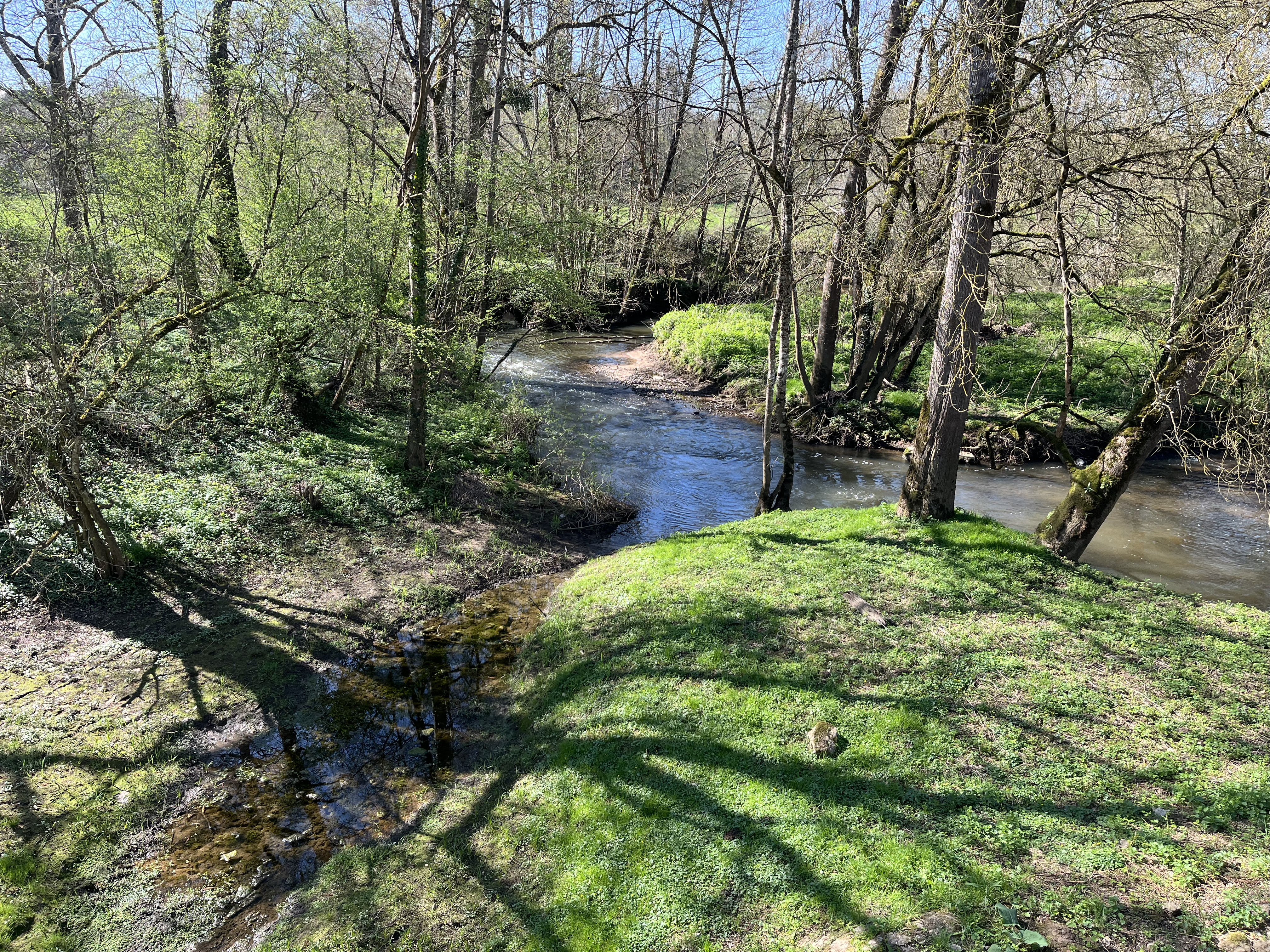
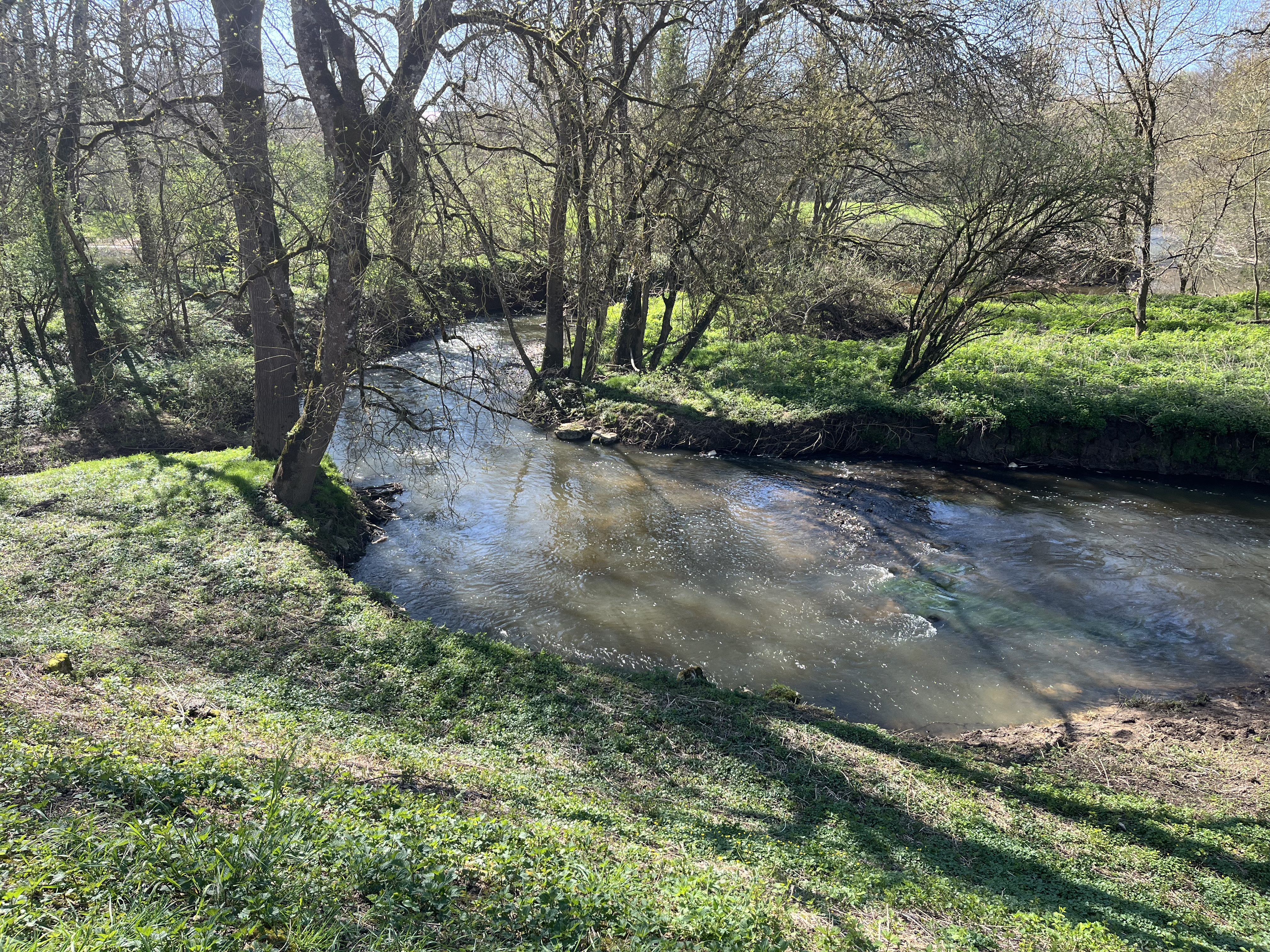
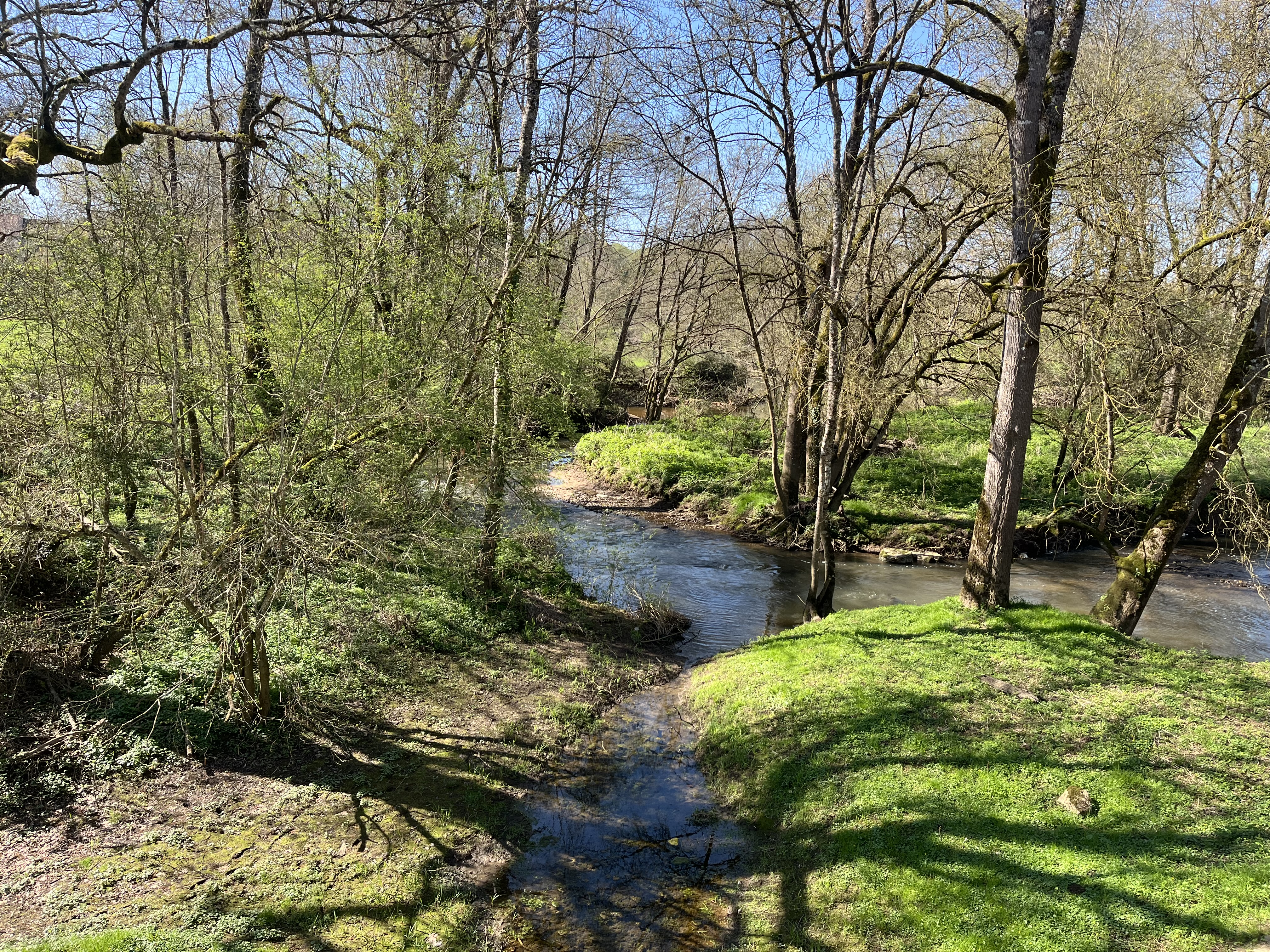

### Départements et communes traversés
La rivière traverse douze communes situés dans les départements de la Creuse et de l'Indre,.

#### Creuse (23)
- Azerables
- Bazelat
- Saint-Sébastien

#### Indre (36)
- Parnac
- Éguzon-Chantôme
- Bazaiges
- Vigoux
- Saint-Gilles
- Chazelet
- Saint-Civran
- Sacierges-Saint-Martin
- Prissac

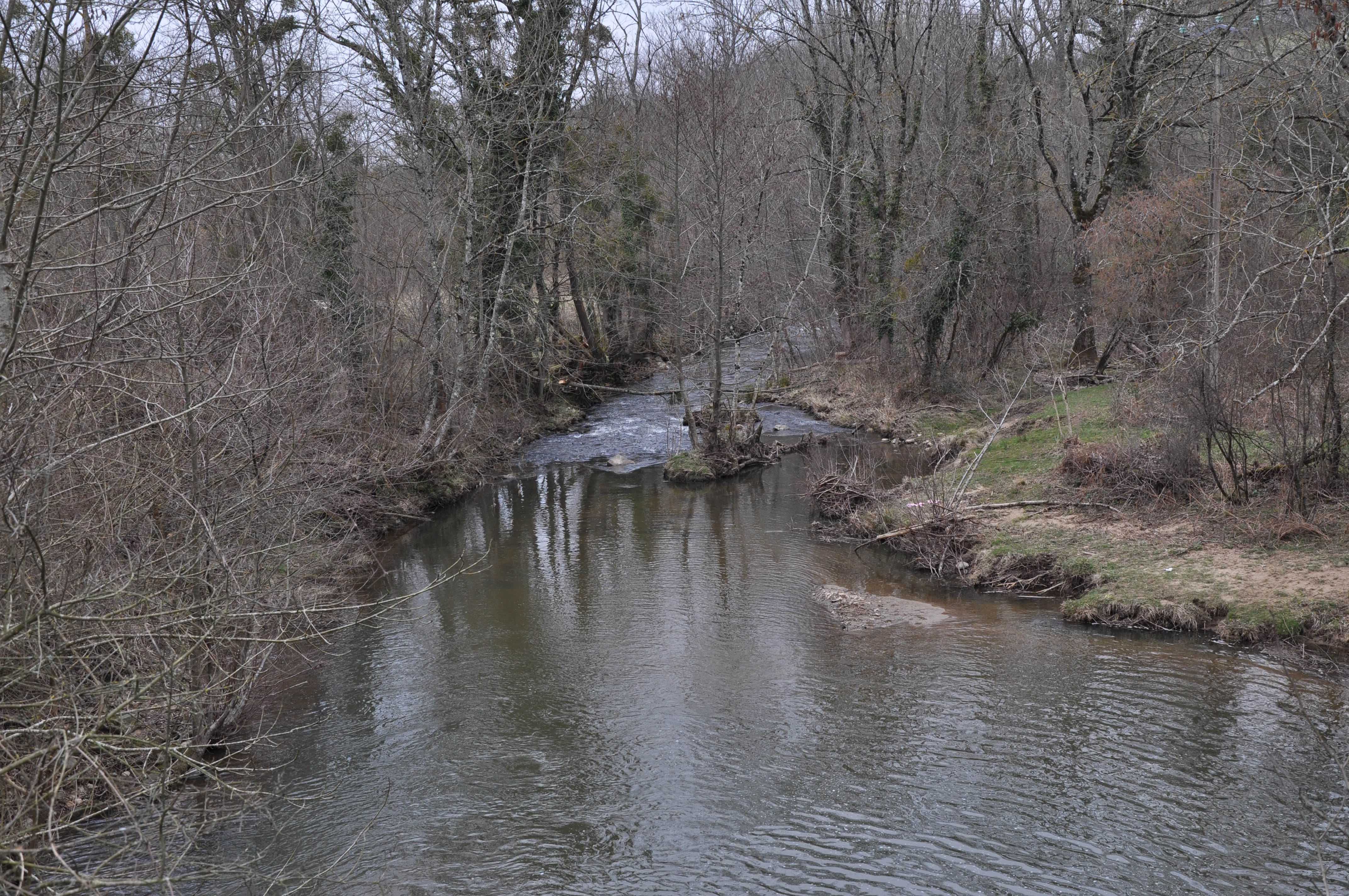
Chazelet en 2010.
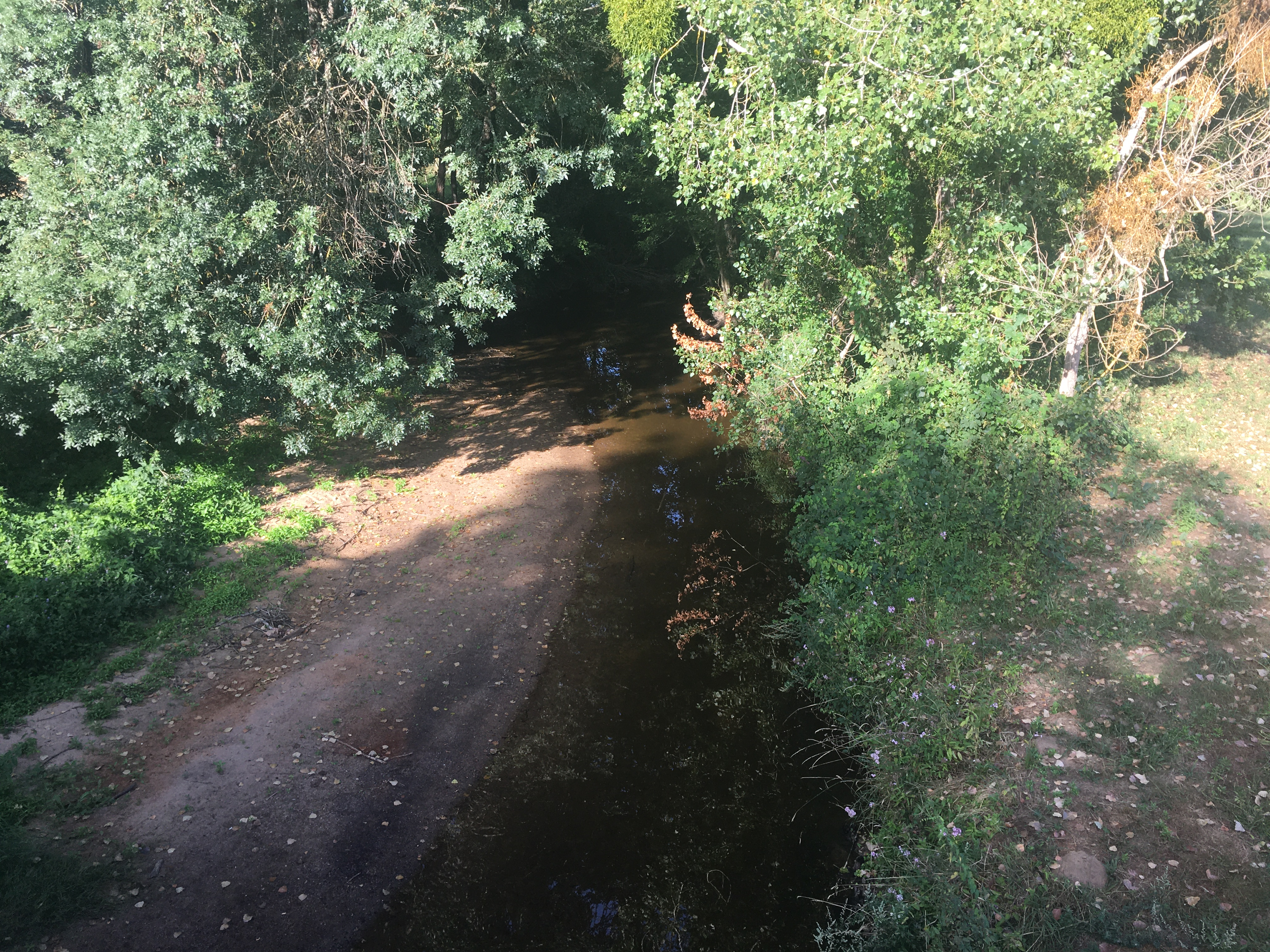
Prissac en 2020.
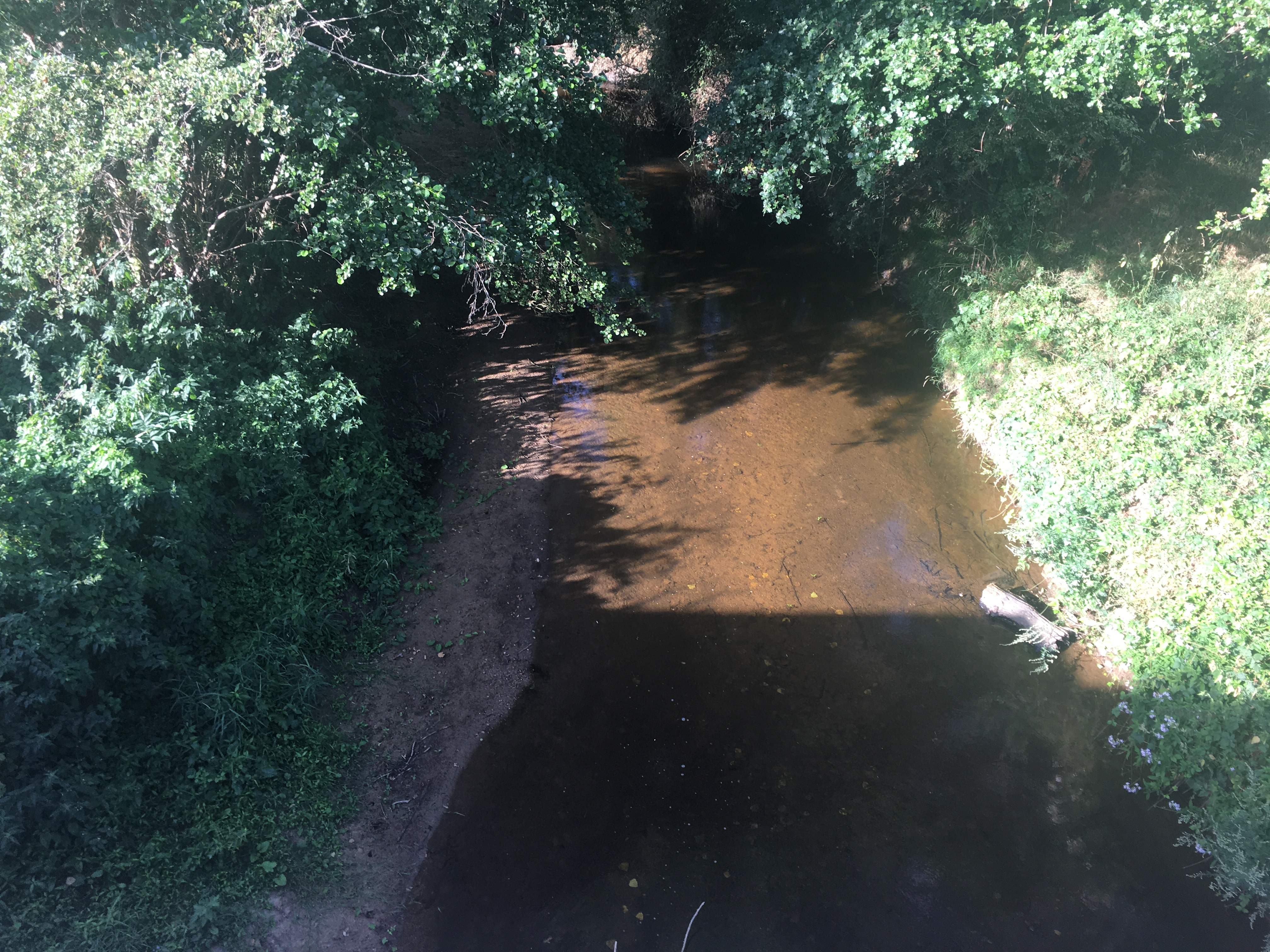
Sacierges-Saint-Martin en 2020.
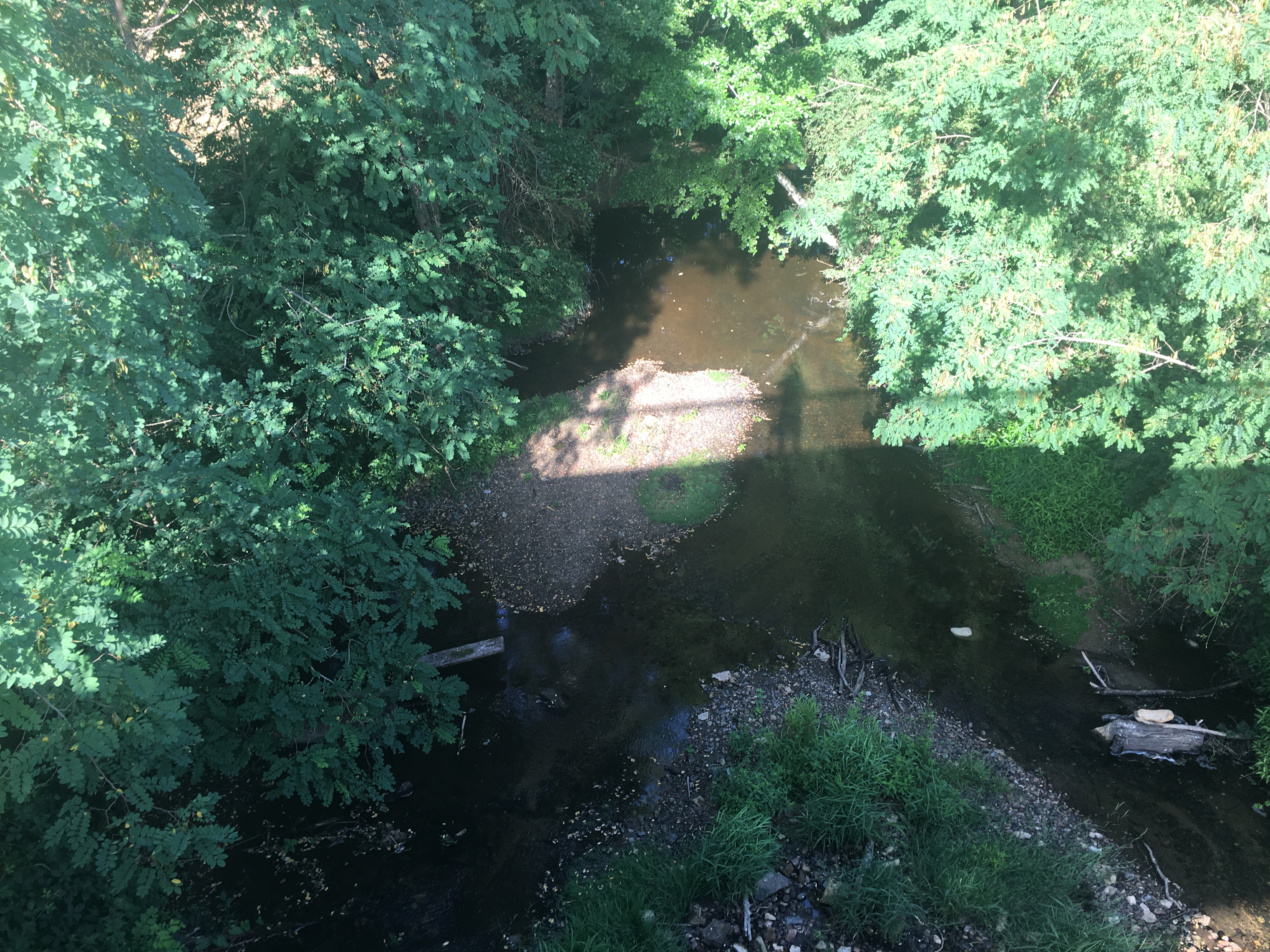
Saint-Civran en 2020.

### Bassin versant
Les bassins hydrographiques sont découpés dans le référentiel national BD Carthage en éléments de plus en plus fins, emboîtés selon quatre niveaux : régions hydrographiques, secteurs, sous-secteurs et zones hydrographiques.
L'Abloux traverse les quatre zones hydrographiques suivantes :
- l'Anglin du Bel Rio à l'Abloux ;
- l'Abloux de la Sonne à l'Anglin ;
- l'Abloux de sa source à la Sonne ;
- l'Anglin de l'Abloux à l'Allemette.

Son bassin versant à une superficie totale de 531 km2 et est constitué à 84,22 % de « territoires agricoles », à 14,41 % de « forêts et milieux semi-naturels », à 1,24 % de « territoires artificialisés » et à 0,08 % de « surfaces en eau ». Il s'insère dans les zones hydrographiques « L'Abloux de sa source à la Sonne et L'Abloux de la Sonne à l'Anglin », au sein du bassin DCE plus large « La Loire, les cours d'eau côtiers vendéens et bretons ».

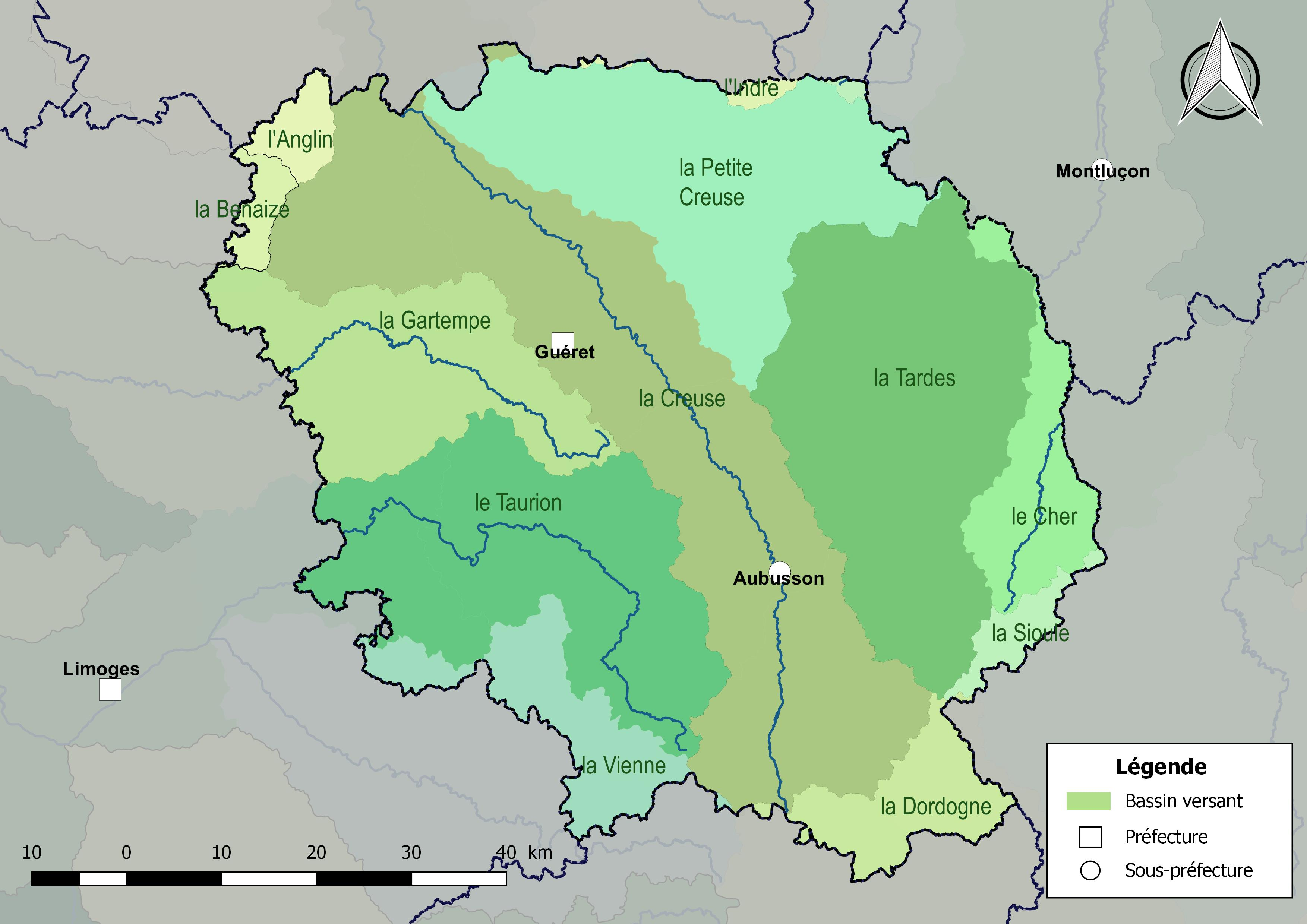
Les principaux bassins versants du département de la Creuse.
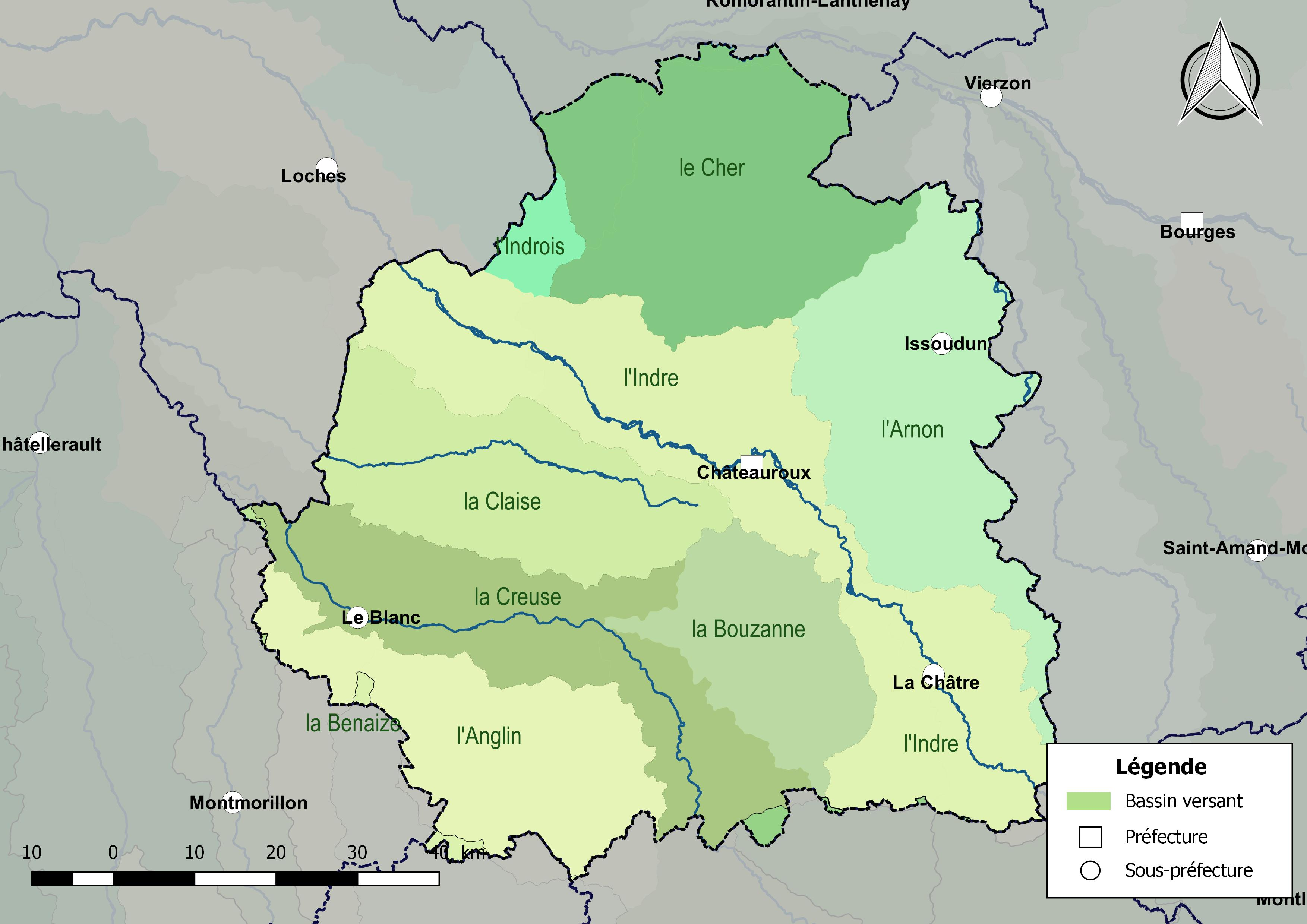
Les principaux bassins versants du département de l'Indre.

#### Échelle du bassin
En France, la gestion de l’eau, soumise à une législation nationale et à des directives européennes, se décline par bassin hydrographique, au nombre de sept en France métropolitaine, échelle cohérente écologiquement et adaptée à une gestion des ressources en eau. L'Abloux est sur le territoire du bassin Loire-Bretagne et l'organisme de gestion à l'échelle du bassin est l'agence de l'eau Loire-Bretagne.

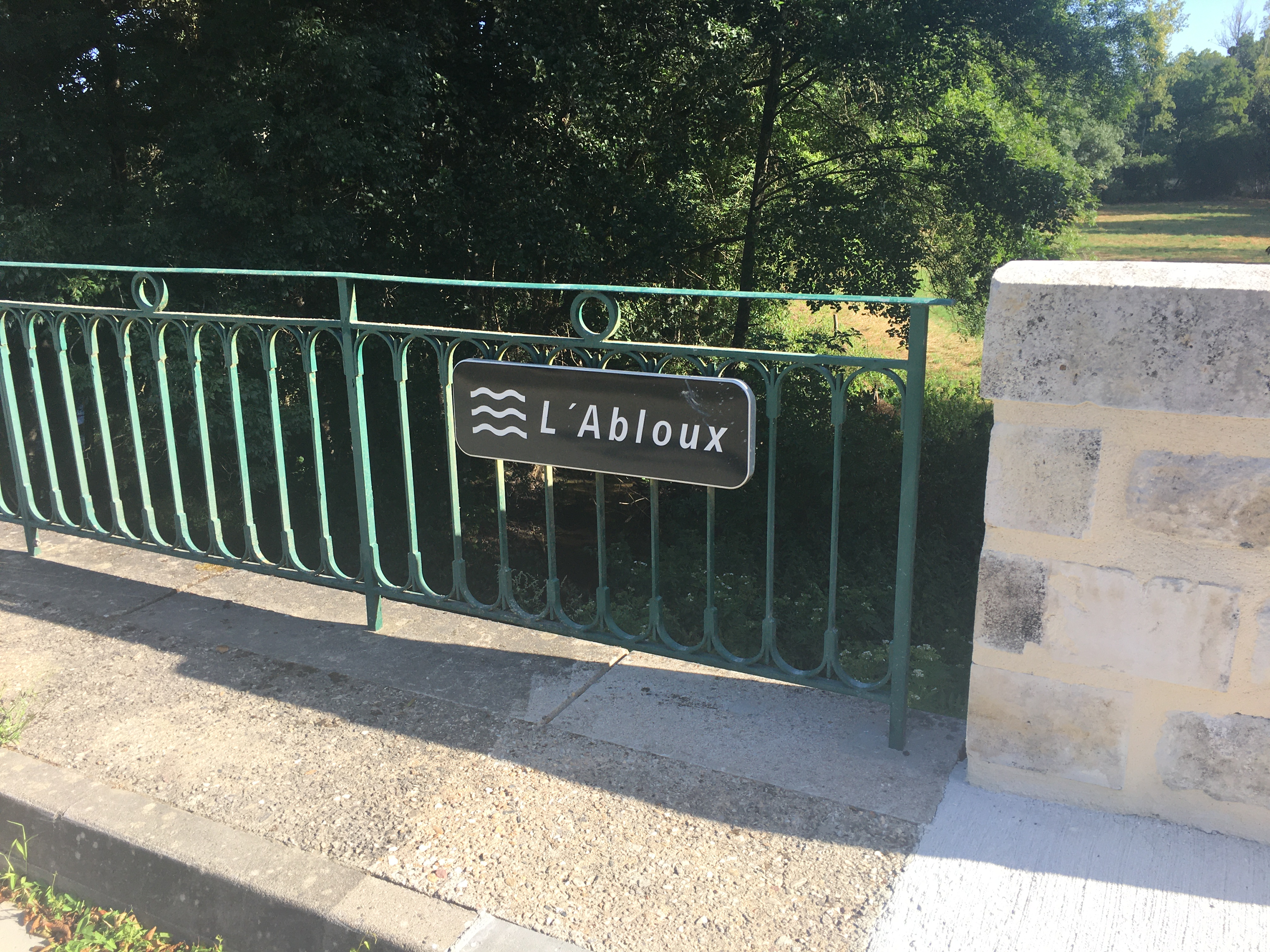
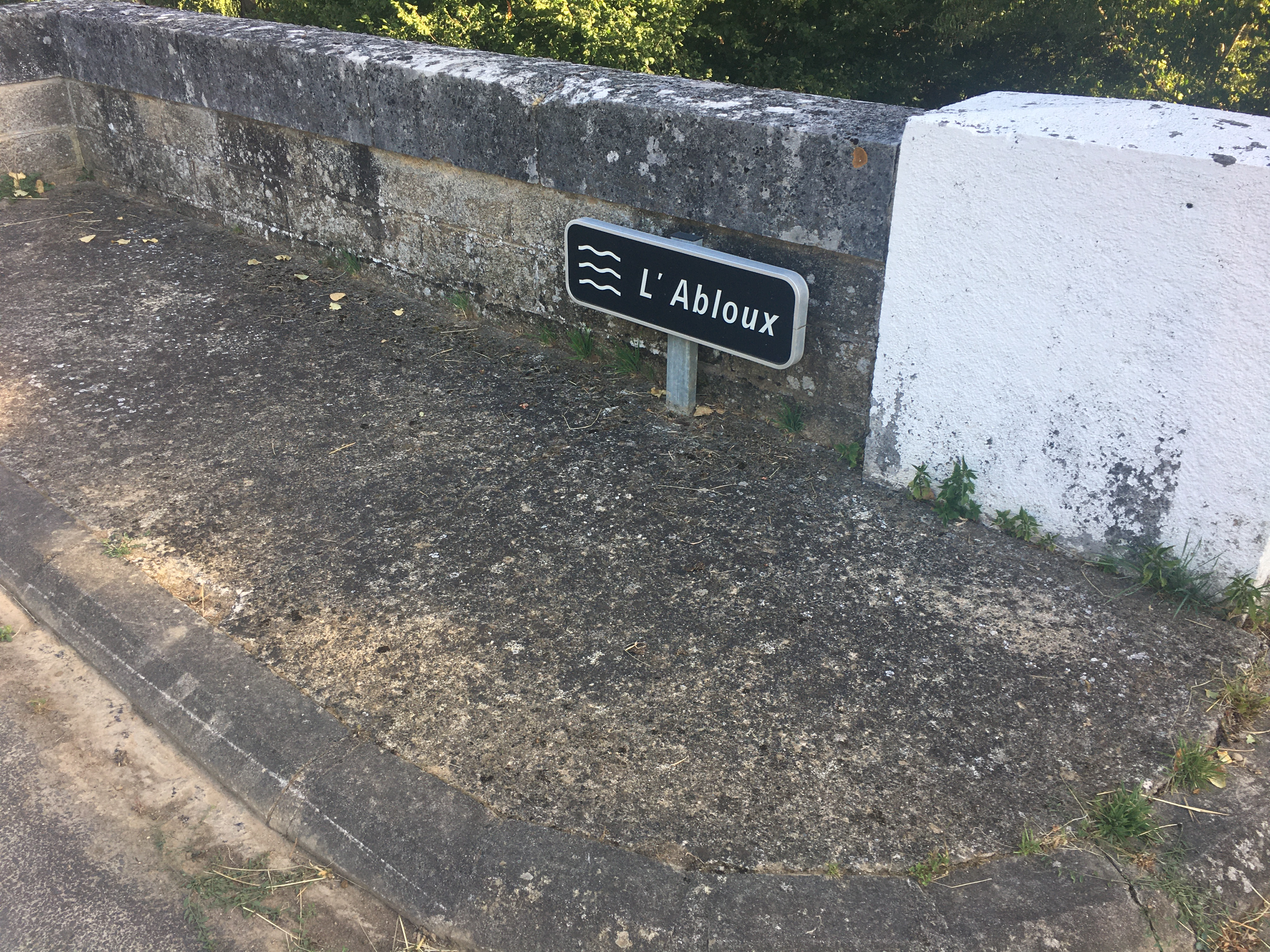

### Organisme gestionnaire
Le syndicat mixte d’aménagement de la Brenne, de la Creuse, de l’Anglin et de la Claise (SMABCAC) est l'organisme gestionnaire du cours d'eau.

## Affluents
L'Abloux possède vingt trois affluents.
| Noms                 | km | Noms     | km |
| -------------------- | -- | -------- | -- |
| Le Chinan            | 7  | L5527500 | 2  |
| Ruisseau des Braises | 5  | L5526700 | 2  |
| Ruisseau de l'Étang  | 3  | L5523940 | 1  |
| L5523920             | 2  | L5523960 | 1  |
| L5526520             | 2  | L5524600 | 1  |

| Noms                 | km | Noms     | km |
| -------------------- | -- | -------- | -- |
| La Sonne             | 34 | L5527700 | 2  |
| Ruisseau de la Corde | 4  | L5526500 | 1  |
| Ruisseau l'Auneu     | 3  | L5527600 | 1  |
| L5525500             | 3  | L5526200 | 1  |
| Ruisseau le Gas      | 3  | L5525800 | 1  |
| L5525300             | 2  | L5525700 | 1  |
| L5524700             | 2  |          |    |

### Rang de Strahler
Son rang de Strahler est de quatre.

## Hydrologie

### État des masses d'eau et objectifs
Pour les cours d’eau, la délimitation des masses d’eau est basée principalement sur la taille du cours d’eau et la notion d’hydro-écorégion. Ces masses d’eau servent ainsi d’unité d’évaluation de l’état des eaux dans le cadre de la directive européenne.
L'Abloux fait partie de la masse d'eau codifiée FRGR0420 et dénommée « L'Abloux et ses affluents depuis la source jusqu'à la confluence avec l'Anglin ».
Le schéma directeur d'aménagement et de gestion des eaux (Sdage) Loire-Bretagne est un document de planification dans le domaine de l’eau. Il définit, pour une période de six ans les grandes orientations pour une gestion équilibrée de la ressource en eau ainsi que les objectifs de qualité et de quantité des eaux à atteindre dans le bassin Loire-Bretagne. L'état des lieux 2013 défini dans la SDAGE 2016 – 2021 et les objectifs à atteindre pour cette masse d'eau sont les suivants,, :
| Code masse d'eau    | FRGR0420                                                                       |
| Libellé masse d'eau | L'Abloux et ses affluents depuis la source jusqu'à la confluence avec l'Anglin |

| Écologique | Biologique | Physico-chimie générale | Polluants spécifiques |
| ---------- | ---------- | ----------------------- | --------------------- |
| Bon état   | Moyen      | Bon état                | X                     |

| Écologique | Chimique | Global   |
| ---------- | -------- | -------- |
| Bon état   | Bon état | Bon état |

Crue du 29 janvier 2021 à Prissac
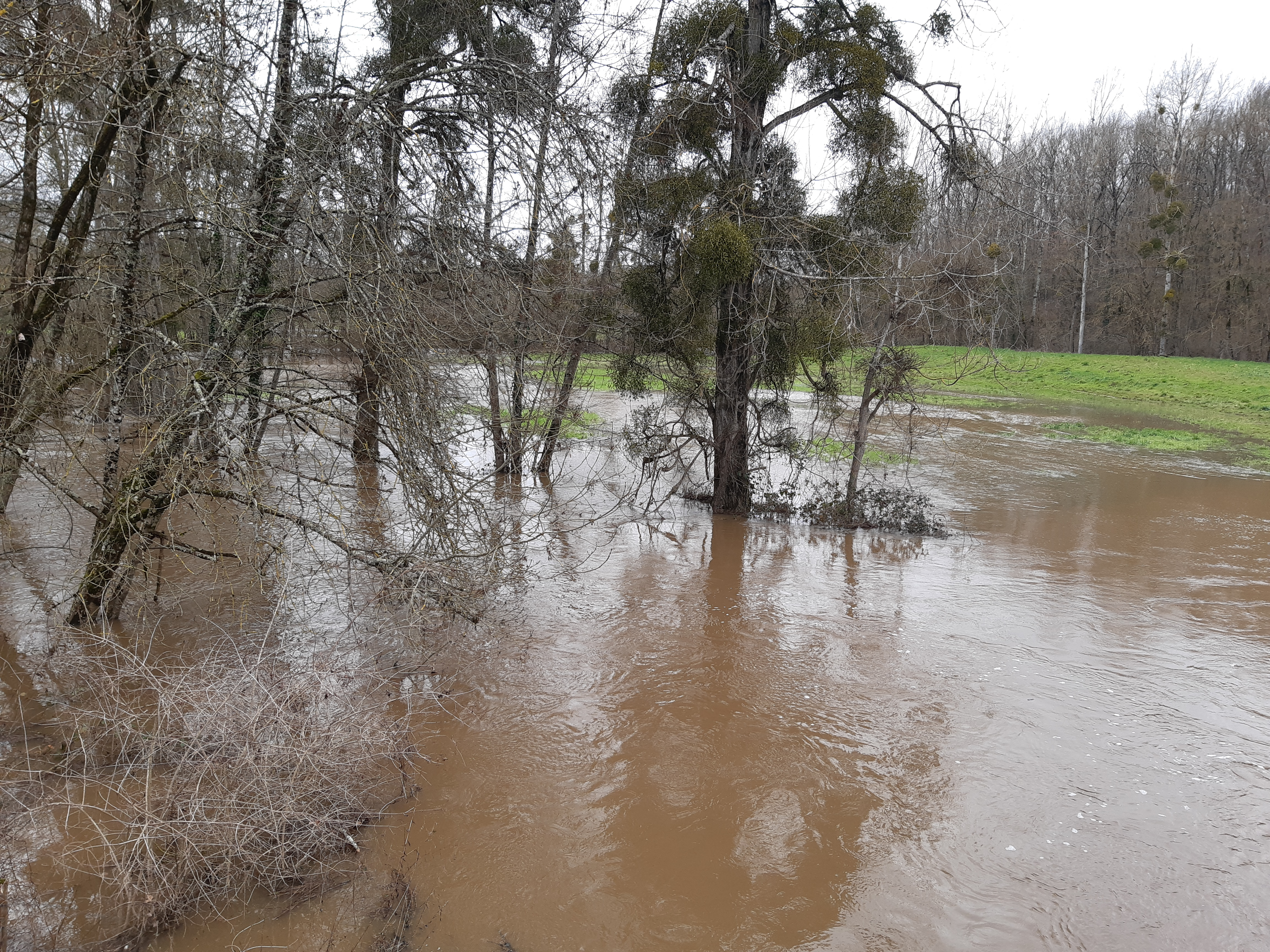
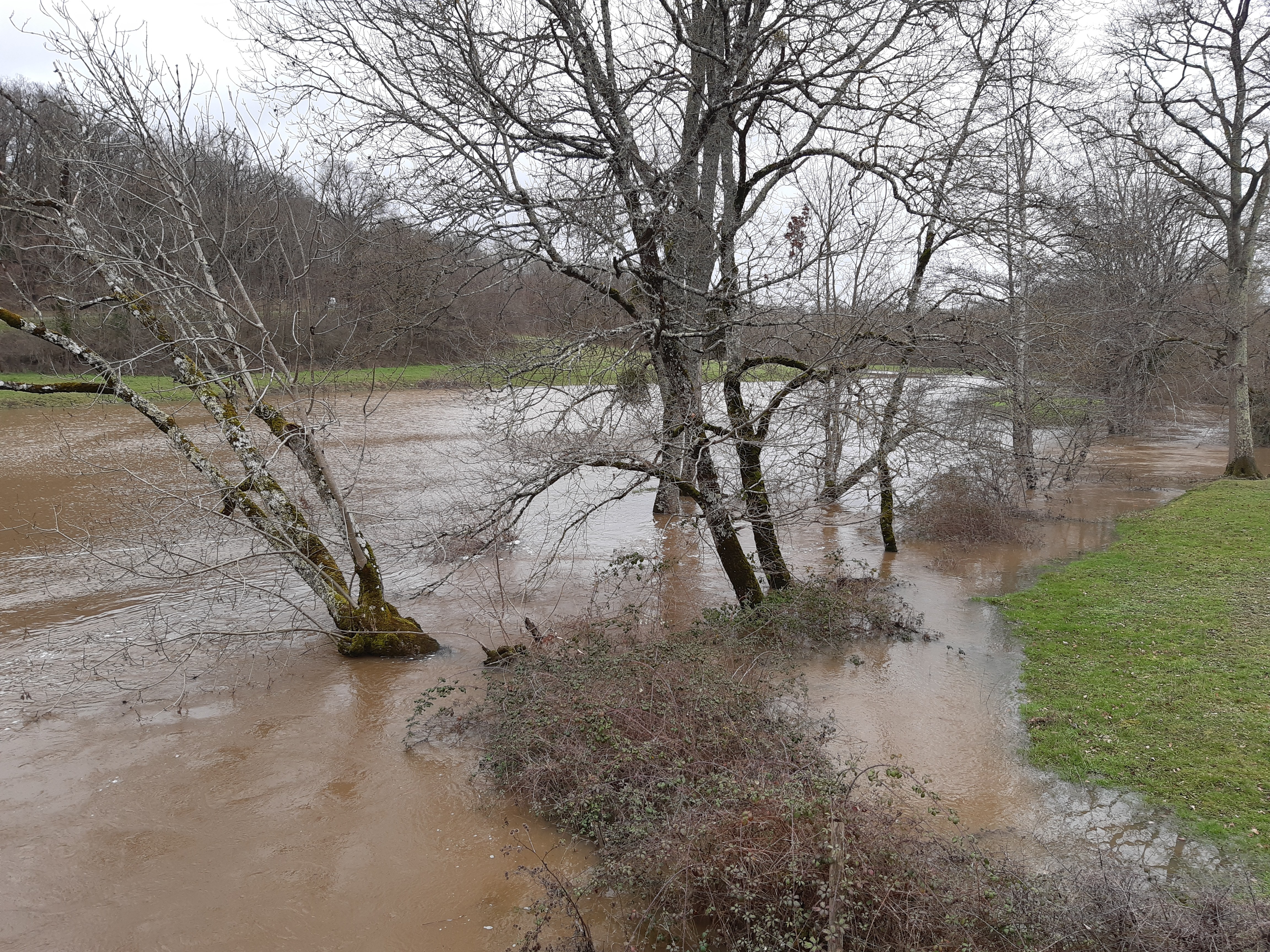
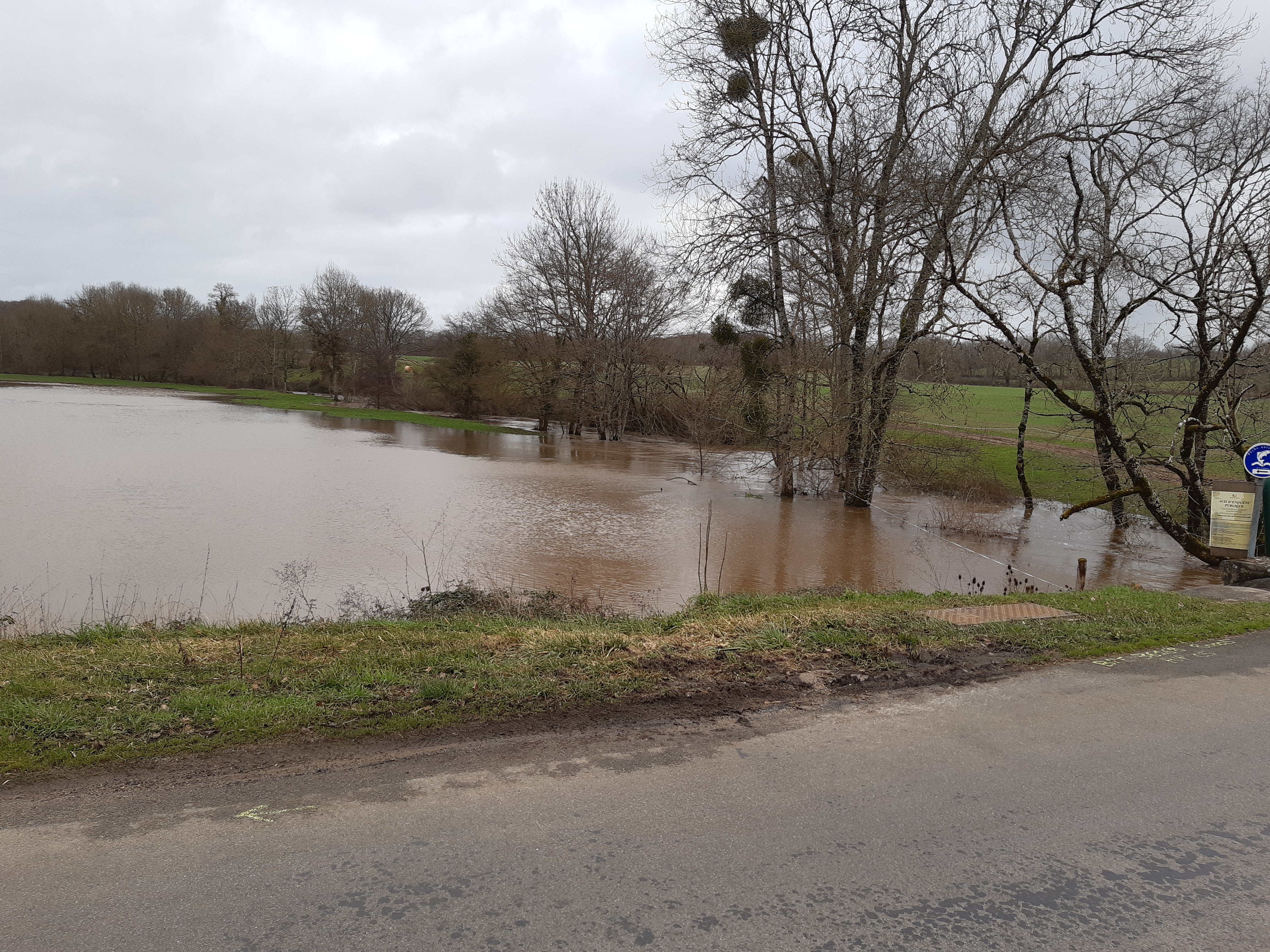

Crue du 30 mars 2024 à Prissac
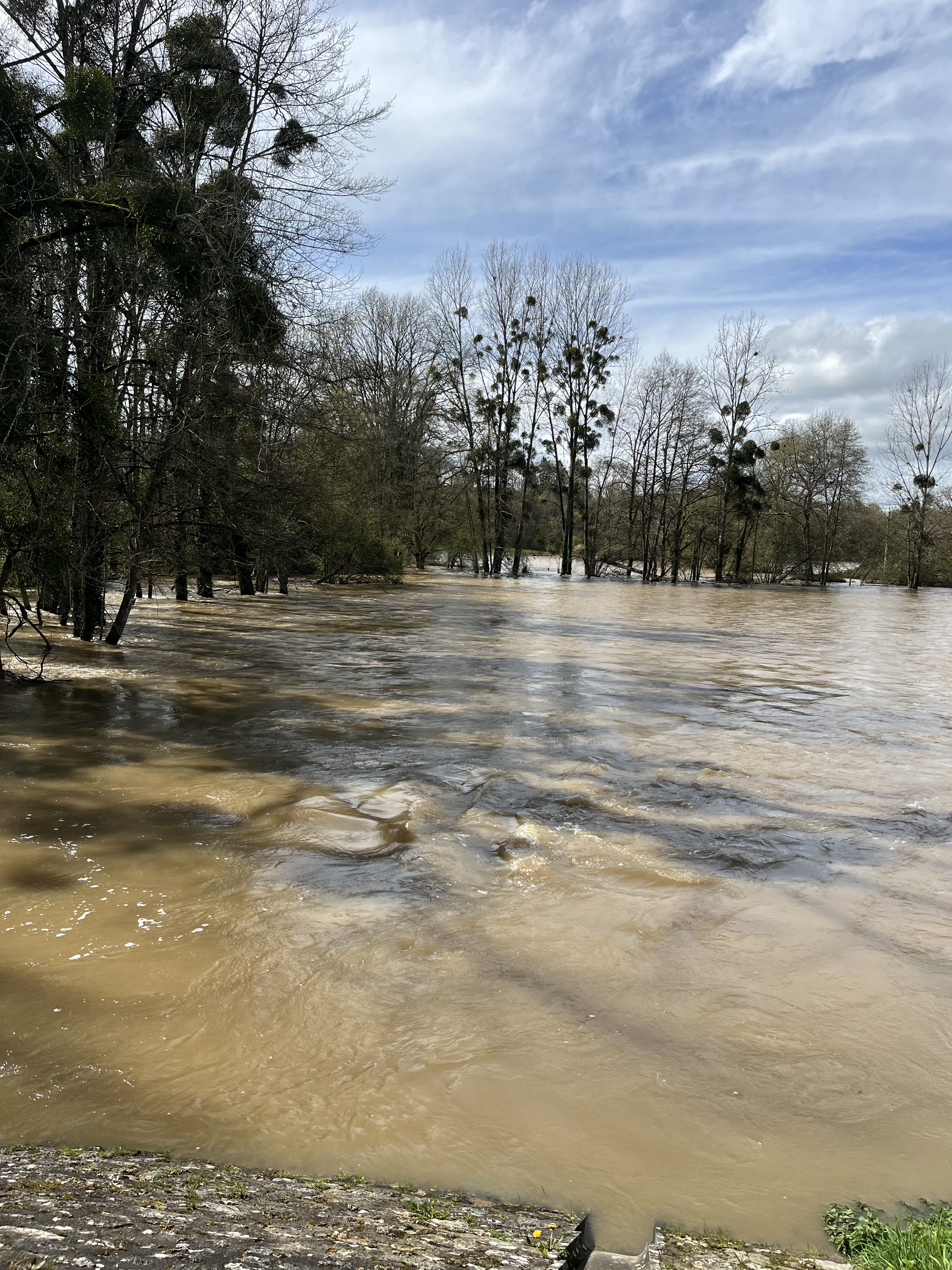
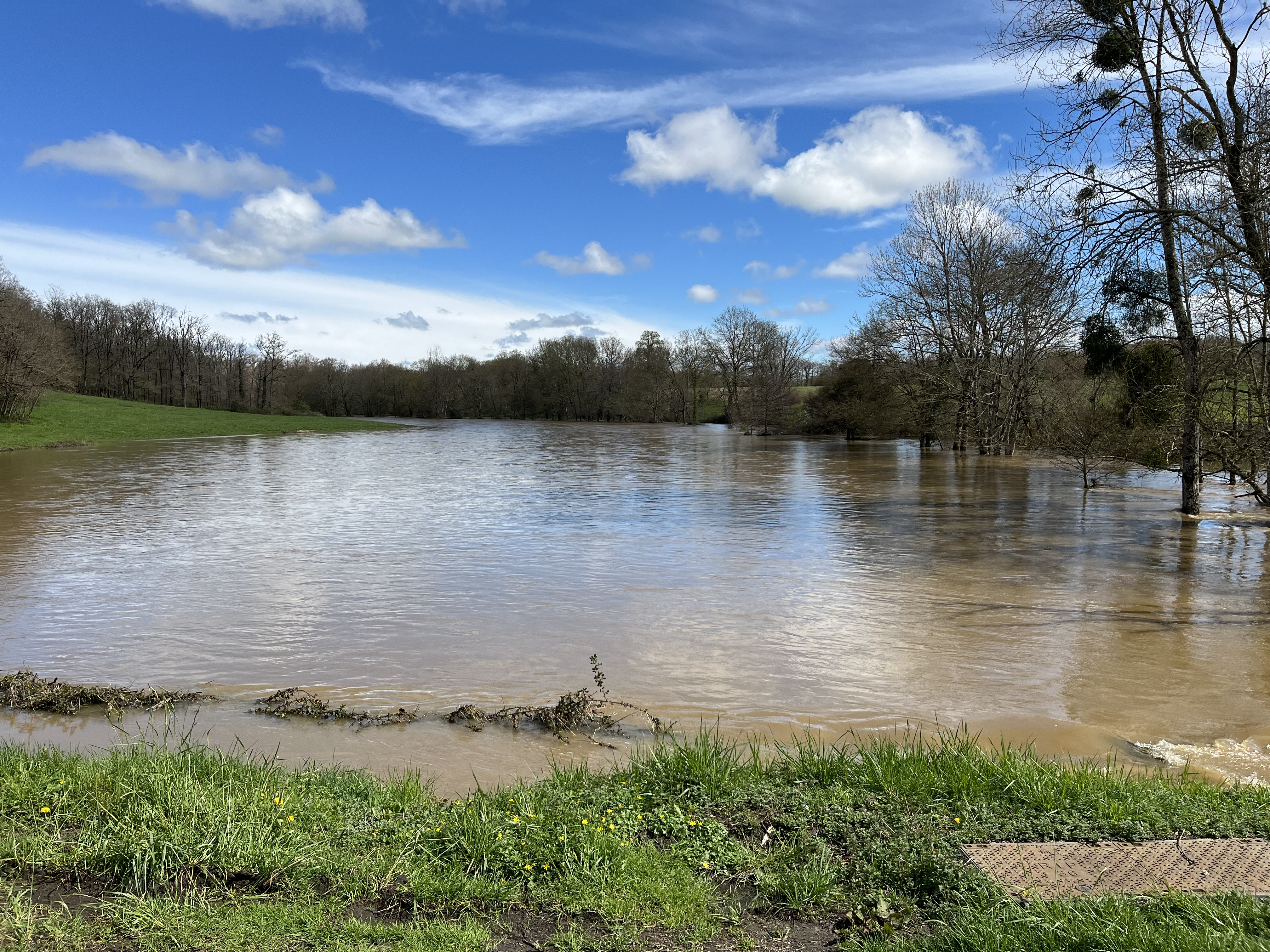
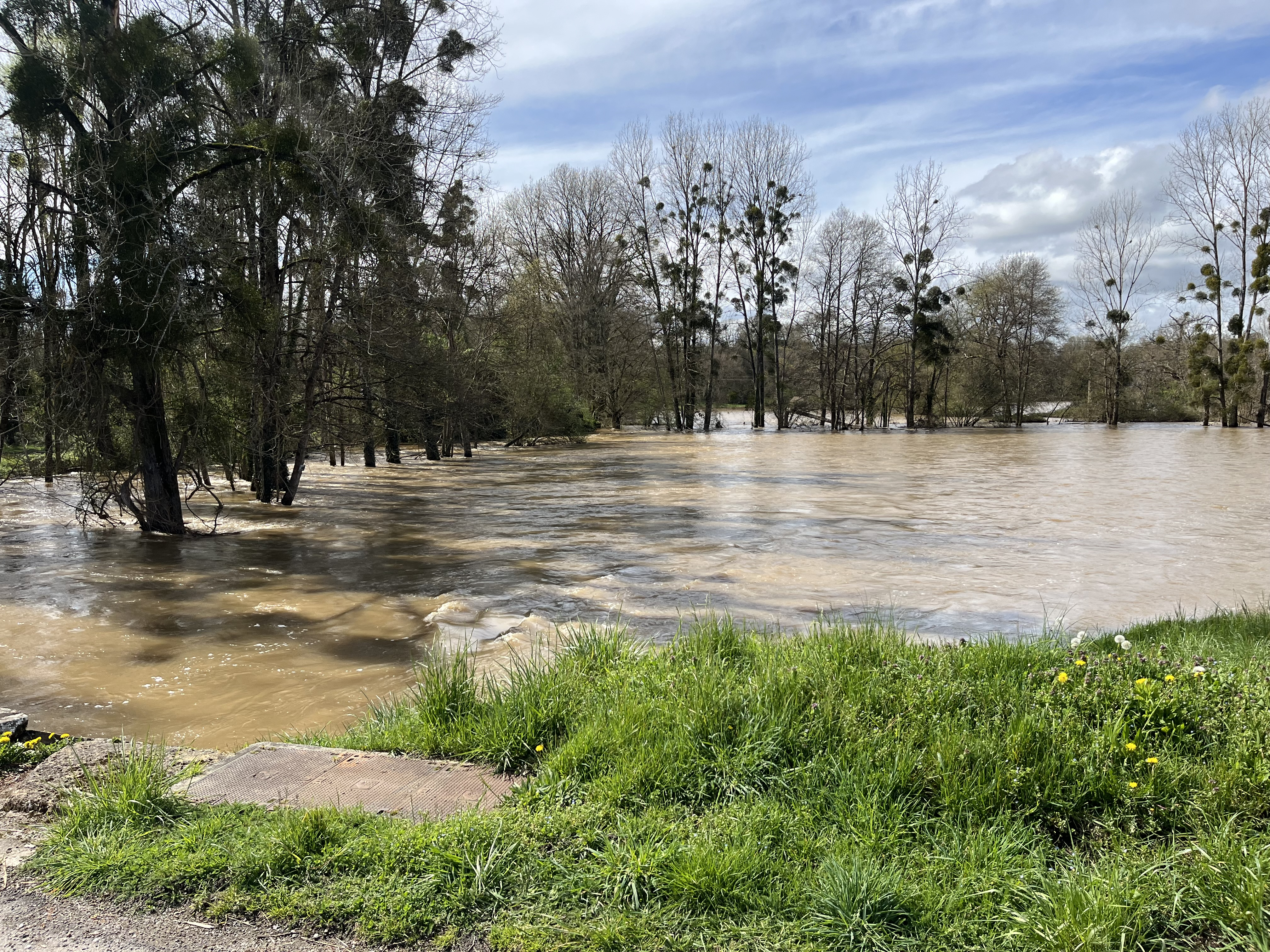
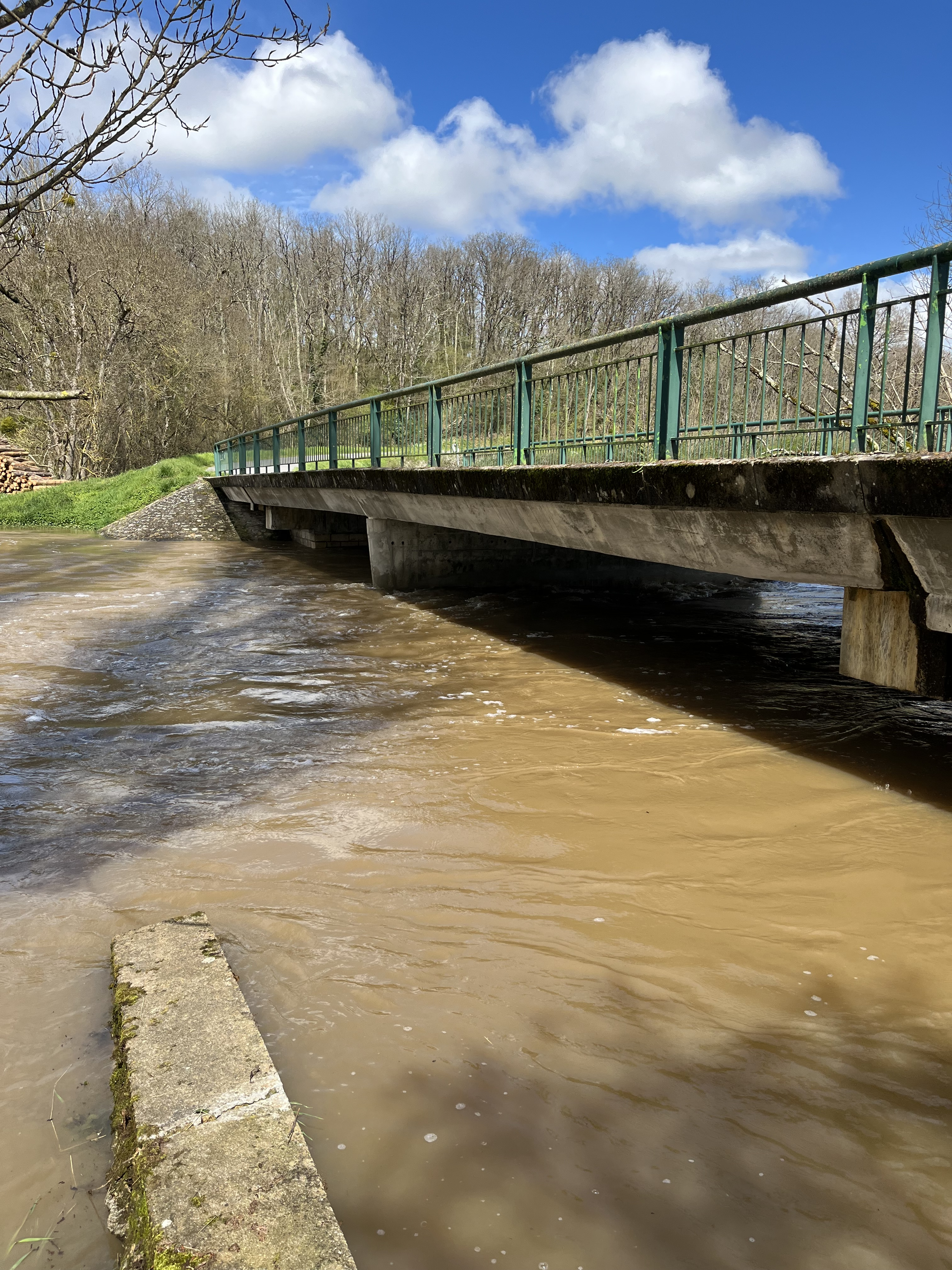

## Histoire
L'Abloux a donné son hydronyme à un hameau de la commune de Saint-Gilles, dans lequel il y avait une implantation d'anciennes forges.

## Aménagements et écologie

### Milieu naturel
L'Abloux et ses cours d'eau affluents de la source jusqu'à la confluence avec l'Anglin sont classés dans la liste 1 au titre de l'article L. 214-17 du code de l'environnement sur le Bassin Loire-Bretagne. Du fait de ce classement, aucune autorisation ou concession ne peut être accordée pour la construction de nouveaux ouvrages s'ils constituent un obstacle à la continuité écologique et le renouvellement de la concession ou de l'autorisation des ouvrages existants est subordonné à des prescriptions permettant de maintenir le très bon état écologique des eaux.
Le cours d'eau est de première catégorie depuis sa source et jusqu'au confluent avec l'Allemette.

#### Réserve biologique
Un cours d’eau est considéré comme réserve biologique lorsqu'il comprend une ou plusieurs zones de reproduction ou d’habitat des espèces de phytoplanctons, de macrophytes et de phytobenthos, de faune benthique invertébrée et l’ichtyofaune, et permet leur répartition dans un ou plusieurs cours d’eau du bassin versant. Les réservoirs biologiques, nécessaires au maintien ou à l’atteinte du bon état écologique des cours d’eau, correspondent donc :
- à un tronçon de cours d’eau ou annexe hydraulique qui va jouer le rôle de pépinière, de « fournisseur » d’espèces susceptibles de coloniser une zone naturellement ou artificiellement appauvrie (réensemencement du milieu) ;
- à des aires où les espèces peuvent accéder à l’ensemble des habitats naturels nécessaires à l’accomplissement des principales phases de leur cycle biologique (reproduction, abri-repos, croissance, alimentation).

Dans le cadre des travaux préparatoires à l'élaboration de ce classement au sein du SDAGE Loire-Bretagne 2016-2021, L'Abloux et ses affluents depuis la source jusqu'à sa confluence avec l'Anglin, sont répertoriés comme réserve biologique, sous l'identifiant RESBIO_325. Les espèces présentes sont : la mulette perlière et la truite fario.